# Ćelije (Lajkovac)
Pour les articles homonymes, voir Ćelije.
Ćelije (en serbe cyrillique : Ћелије) est un village de Serbie situé dans la municipalité de Lajkovac, district de Kolubara. Au recensement de 2011, il comptait 704 habitants.

## Géographie

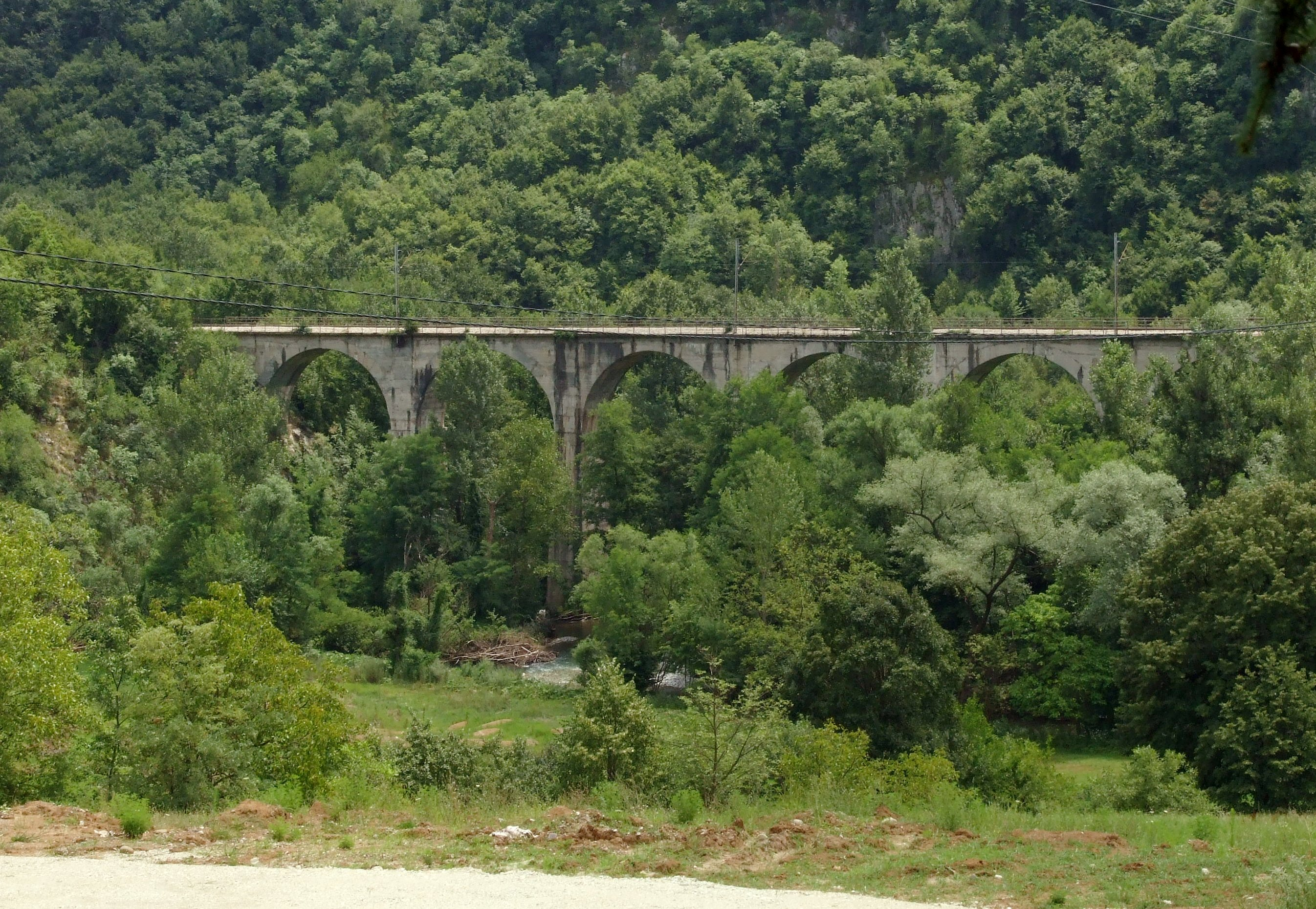
Pont sur la ligne ferroviaire Belgrade-Bar près de Ćelije

## Démographie

### Évolution historique de la population
| 1948 | 1953 | 1961 | 1971 | 1981 | 1991 | 2002 | 2011 |
| ---- | ---- | ---- | ---- | ---- | ---- | ---- | ---- |
| 727  | 767  | 842  | 757  | 780  | 774  | 824  | 704  |

|  |